# Hauterive (Allier)
 Hauterive  es una población y comuna francesa, situada en la región de Auvernia, departamento de Allier, en el distrito de Vichy y cantón de Escurolles.

## Demografía
| 774 | 775 | 882 | 958 | 1077 | 1055 |
| Para los censos de 1962 a 1999 la población legal corresponde a la población sin duplicidades (Fuente: INSEE [Consultar]) |     |     |     |      |      |